# Bruno Vicino
Bruno Vicino (ur. 7 września 1952 w Villorbie) – włoski kolarz torowy i szosowy, sześciokrotny medalista torowych mistrzostw świata.

## Kariera
Pierwszy sukces w karierze Bruno Vicino osiągnął w 1973 roku, kiedy został mistrzem kraju amatorów w szosowym wyścigu ze startu wspólnego. Pięć lat później zdobył złoty medal mistrzostw Włoch w wyścigu ze startu zatrzymanego zawodowców. Na mistrzostwach świata w Besançon w 1980 roku zdobył brązowy medal w tej konkurencji, ulegając jedynie Wilfriedowi Peffgenowi z RFN i Holendrowi René Kosowi. W wyścigu ze startu zatrzymanego Vicino zdobył jeszcze pięć medali mistrzostw świata: złote na MŚ w Zurychu (1983), MŚ w Bassano (1985) i MŚ w Colorado Springs (1986), srebrny na MŚ w Brnie (1981) oraz kolejny brązowy na MŚ w Leicester (1982). Bruno startował także w wyścigach szosowych, zajmując między innymi 61. miejsce w klasyfikacji generalnej Giro d’Italia w 1975 roku, a w 1973 roku wystartował w Tour de Pologne, zwyciężając w trzecim etapie i zajmując drugie miejsce na czwartym etapie tej edycji, w klasyfikacji generalnej uplasował się jednak poza czołową dziesiątką. Nigdy nie brał udziału w igrzyskach olimpijskich.